# マルティン・ラトケ

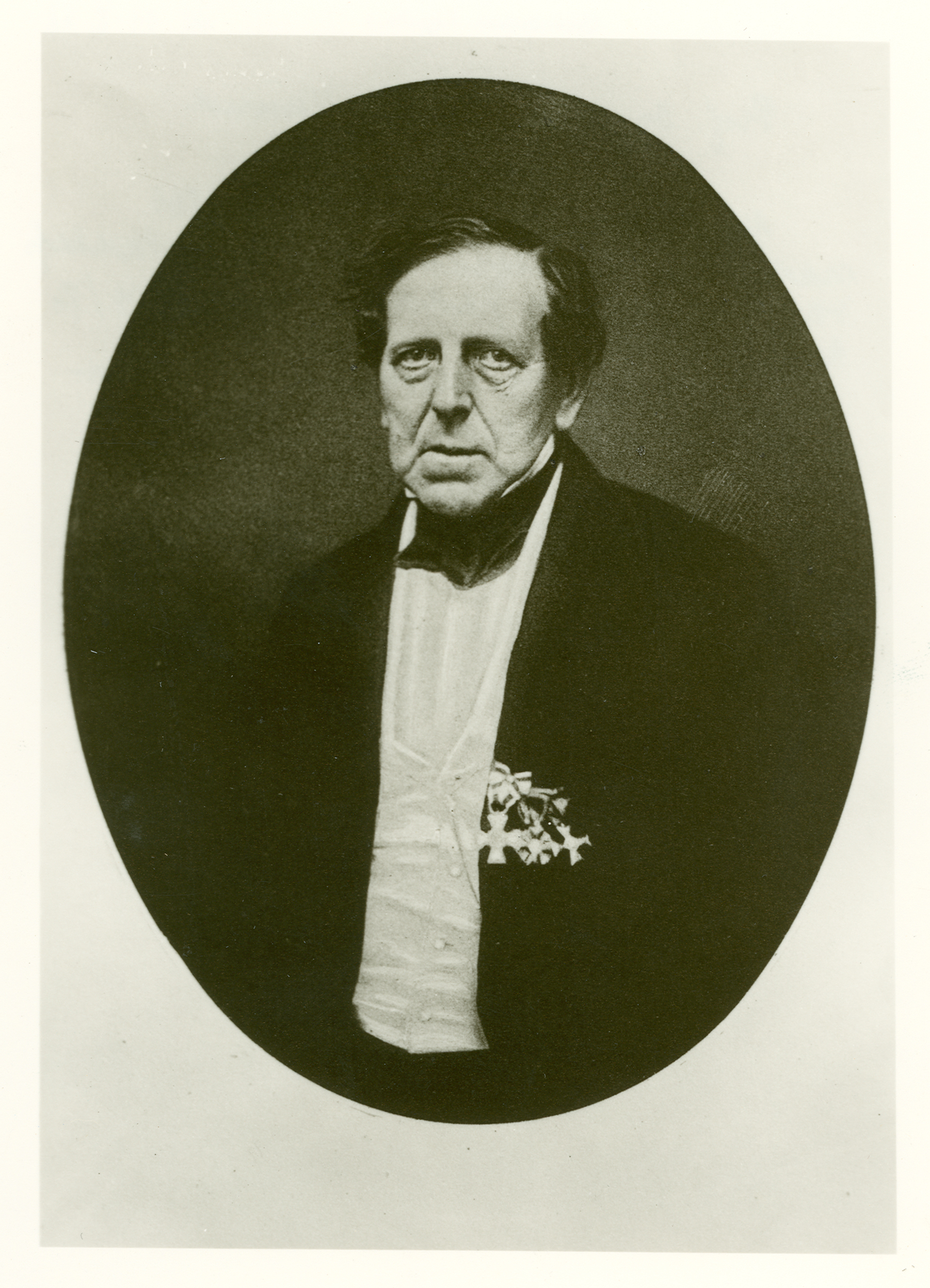
マルティン・ラトケ

マルティン・ハインリヒ・ラトケ（Martin Heinrich Rathke, 1793年8月25日 - 1860年9月3日）は、ドイツの解剖学者、発生学者、動物学者である。発生学の分野では、口蓋が作られる前の時期の原始口腔外胚葉の天井部分が凹んで形成される「ラトケ嚢」を発見した。

## 生涯
ダンツィヒ（現：ポーランド領グダニスク）の造船業者の家に生まれた。ゲッティンゲン大学、ベルリン大学で自然史、医学を学んだ。グダニスクに戻り開業医、グダニスクの市の病院の主任医師、地域医師 (Kreisphysicus) を務めた。1829年から1835年までドルパット大学（現タルトゥ大学）の生理学、病理学の教授を務めた。
1835年、カール・エルンスト・フォン・ベーアの後を継いで、ケーニヒスベルク大学（現カリーニングラード大学）の解剖学と動物学の教授の地位についた。1852年から53年の間、ケーニヒスベルク大学の学長を務め、解剖学研究所の設立や、医学教育の分野でPhysikum（教養試験）の改革などを行った。1855年に王立協会の会員に選ばれ、1858年にバイエルン科学アカデミーの外国人会員に選ばれた。
鳥類や哺乳動物の胚で咽頭弓を発見し、またラトケ嚢を発見した。海洋動物の研究のパイオニアの一人でもあり、甲殻類や軟体動物の研究を行った。
息子のベルンハルト・ラトケ (Bernhard Rathke) は化学者となった。

## 著書
- De duobus acidis selenium et sulfur una continentibus (Dissertation, 1865)
- Beiträge zur Geschichte des Selens (Habilitationsschrift, 1869)